# Henry Taylor (kierowca)
Henry Taylor (ur. 16 grudnia 1932 w Shefford, zm. 24 października 2013 w Vallauris, Lazurowe Wybrzeże) – brytyjski kierowca wyścigowy. Uczestnik 8 Grand Prix Formuły 1 w latach 1959–1961. Taylor w swojej karierze w Formule 1 zdobył 3 punkty za zajęcie 4 miejsca podczas wyścigu o Grand Prix Francji 1960.

## Starty w Formule 1
| Legenda oznaczeń w tabelach wyników Wyświetl szablon na nowej stronie | Legenda oznaczeń w tabelach wyników Wyświetl szablon na nowej stronie                                                                     |
| Oznaczenie                                                            | Wyjaśnienie |
| --------------------------------------------------------------------- | --- |
| Złoty                                                                 | Zwycięzca lub mistrzostwo |
| Srebrny                                                               | 2. miejsce lub wicemistrzostwo |
| Brązowy                                                               | 3. miejsce lub II wicemistrzostwo |
| Zielony                                                               | Ukończył, punktował (w klasyfikacji generalnej, gdy zdobył co najmniej jeden punkt na przestrzeni sezonu, poza trzema powyższymi opcjami) |
| Niebieski                                                             | Ukończył, nie punktował (w klasyfikacji generalnej, gdy nie zdobył co najmniej jednego punktu na przestrzeni sezonu)                      |
| Czerwony                                                              | Nie zakwalifikował się (NZ) |
| Czerwony                                                              | Nie prekwalifikował się (NPK) |
| Różowy                                                                | Nie ukończył (NU) |
| Różowy                                                                | Niesklasyfikowany (NS) (w klasyfikacji generalnej, gdy nie został sklasyfikowany w żadnym wyścigu sezonu)                                 |
| Czarny                                                                | Zdyskwalifikowany (DK) |
| Czarny                                                                | Wykluczony (WYK/EX) |
| Biały                                                                 | Nie wystartował (NW) |
| Biały                                                                 | Kontuzjowany (K/INJ) |
| Biały                                                                 | Wyścig odwołany (OD/C) |
| Bez koloru                                                            | Został wycofany (WYC/WD) |
| Bez koloru                                                            | Nie przybył (NP/DNA) |
| Bez koloru                                                            | Nie brał udziału w treningach (NT/DNP) |
| Bez koloru                                                            | Nie został zgłoszony (–) |
| Pogrubienie                                                           | Start z pole position |
| Kursywa                                                               | Najszybsze okrążenie wyścigu |
| †                                                                     | Nie ukończył, ale jego rezultat został zaliczony ze względu na przejechanie więcej niż 90% dystansu wyścigu.                              |
| *                                                                     | Sezon w trakcie |
| 1/2/3                                                                 | Punktowana pozycja w sprincie kwalifikacyjnym                                                                                             |
| Lista systemów punktacji Formuły 1                                    | |

| Sezon | Zespół                    | Samochód             | Pozycje startowe / w wyścigach | Pozycje startowe / w wyścigach | Pozycje startowe / w wyścigach | Pozycje startowe / w wyścigach | Pozycje startowe / w wyścigach | Pozycje startowe / w wyścigach | Pozycje startowe / w wyścigach | Pozycje startowe / w wyścigach | Pozycje startowe / w wyścigach | Pozycje startowe / w wyścigach | Pozycje startowe / w wyścigach | Pozycje startowe / w wyścigach | Pozycje startowe / w wyścigach | Pozycje startowe / w wyścigach | Pozycje startowe / w wyścigach | Pozycje startowe / w wyścigach | Pozycje startowe / w wyścigach | Pozycje startowe / w wyścigach | Pozycje startowe / w wyścigach | Pozycje startowe / w wyścigach | Pozycje startowe / w wyścigach |
| Sezon | Zespół                    | Silnik               | 1                              | 2                              | 3                              | 4                              | 5                              | 6                              | 7                              | 8                              | 9                              | 10                             | 11                             | 12                             | 13                             | 14                             | 15                             | 16                             | 17                             | 18                             | 19                             | 20                             | 21                             |
| 1959  |                           |                      | Monako                         | Stany Zjednoczone              | Holandia                       | Francja                        | Wielka Brytania                | Niemcy                         | Portugalia                     | Włochy                         | Stany Zjednoczone              |                                |                                |                                |                                |                                |                                |                                |                                |                                |                                |                                |                                |
| ----- | ------------------------- | -------------------- | ------------------------------ | ------------------------------ | ------------------------------ | ------------------------------ | ------------------------------ | ------------------------------ | ------------------------------ | ------------------------------ | ------------------------------ | ------------------------------ | ------------------------------ | ------------------------------ | ------------------------------ | ------------------------------ | ------------------------------ | ------------------------------ | ------------------------------ | ------------------------------ | ------------------------------ | ------------------------------ | ------------------------------ |
| 1959  | Reg Parnell Racing        | Cooper T51           | -                              | -                              | -                              | -                              | 21                             | -                              | -                              | -                              | -                              | -                              | -                              | -                              | -                              | -                              | -                              | -                              | -                              | -                              | -                              |                                |                                |
| 1959  | Reg Parnell Racing        | Climax Climax 1.5 L4 | -                              | -                              | -                              | -                              | 11                             | -                              | -                              | -                              | -                              | -                              | -                              | -                              | -                              | -                              | -                              | -                              | -                              | -                              | -                              |                                |                                |
| 1960  |                           |                      | Argentyna                      | Monako                         | Stany Zjednoczone              | Holandia                       | Belgia                         | Francja                        | Wielka Brytania                | Portugalia                     | Włochy                         | Stany Zjednoczone              |                                |                                |                                |                                |                                |                                |                                |                                |                                |                                |                                |
| 1960  | Yeoman Credit Racing Team | Cooper T51           | -                              | -                              | -                              | 14                             | -                              | 13                             | 16                             | -                              | 14                             | -                              | -                              | -                              | -                              | -                              | -                              | -                              | -                              | -                              | -                              |                                |                                |
| 1960  | Yeoman Credit Racing Team | Climax 2.5 L4        | -                              | -                              | -                              | 7                              | -                              | 4                              | 8                              | NW                             | -                              | 14                             | -                              | -                              | -                              | -                              | -                              | -                              | -                              | -                              | -                              |                                |                                |